# Teodorico II de Autun
Teoderico II é uma conde, talvez de Autun, da família de Guilhemidas, e um filho do conde Teodoeno de Autun.
Não sabemos grande coisa sobre este conde. A sua filiação, bem como a sua qualidade de conde de Autun, são ainda objecto de discussão.
Ele é mencionado em Europäische Stammtafeln, mas a fonte para o estabelecimento de que ele é um filho do conde Teudoeno não foi identificada. Pierre Riche qualifica-o como conde de Autun, e, na verdade, um filho de Teodorico I conde de Autun, mas é, provavelmente, uma confusão com um tio homónimo. Christian Settipani o coloca como conde de Autun, filho de Teodueno numa genealogia dos guilhérmida e Nibelúngidas, mas não há fontes.
Finalmente, a Foundation for Medieval Genealogy identifica um Teoderico citado no Manual de Dhuoda, esposa de Bernardo de Septimânia, como o padrinho de seu filho, Guilherme, Teodorico, que não pode ser identificado com o filho do homónimo de Teodorico por razões cronológica, nem o filho homónimo de  Guilherme de Gellone, pois este último é citado algures neste manual sem que essa qualidade de parente seja mencionado. A Fundação cita-o sem dar a sua qualidade de conde de Autun.